# Corredor de valores

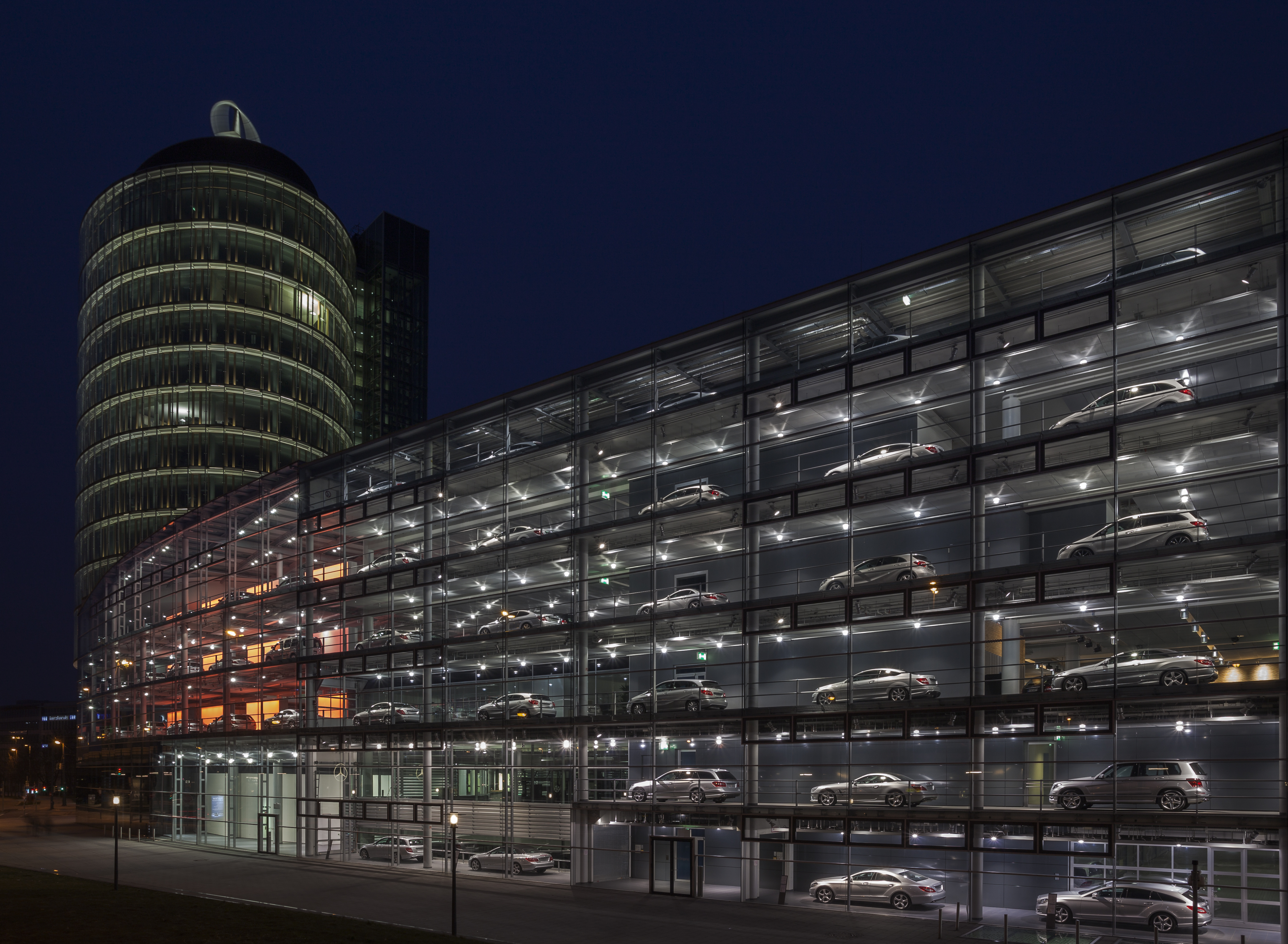
Concesionario de Mercedes-Benz, Múnich, Alemania

Un corredor de valores (Broker-dealer en inglés) es una persona jurídica auxiliar del Sistema Financiero Nacional, que intermedia en la compra y venta de títulos financieros para sus clientes. 
Esta persona jurídica requiere autorización de una institución estatal, en muchos casos el Banco Central del respectivo país y/o la Comisión o Superintendencia Nacional de Valores; en el caso de Brasil, requiere autorización del Banco Central do Brasil (BACEN), siendo el ejercicio de esta actividad regulado por la Comissão de Valores Mobiliários (CVM).
La función más conocida del corredor de valores es su actuación en la Bolsa de valores, aunque puede no ser la única. Los intermediarios que actúan como miembros de una bolsa de valores, generalmente se denominan corredores de bolsa, y aquellos que operan fuera de bolsa se les llama agentes de valores.
En todos los países y en particular en Brasil, una persona física (inversor) no puede operar directamente en Bolsa, siendo condición necesaria que se tenga una cuenta en alguna institución de corretaje autorizada.
Generalmente, los corredores de valores cobran una tasa por la custodia mensual de los títulos de los clientes en su poder, aunque ello no es obligatorio (en la mayoría de los casos, esta tasa no depende del movimiento de los activos). Además de esta tasa de custodia, el corredor también cobra un determinado precio por operación, que puede ser un porcentaje del valor comprado o vendido, un valor fijo por operación, o incluso una cuantía fija mensual por cliente llamada tasa de corretaje.
Tradicionalmente existen dos formas de invertir a través de un corredor de valores:
1. Por mesa de operaciones, donde el inversor debe enviar su orden a través del teléfono ;
2. Por Home Broker, en cuyo caso el inversor envía su orden a través de Internet.
En general los corredores son miembros de la bolsa de activos donde operan (excepto en el caso de los seguros), así que deben adquirir una parte del patrimonio de la institución (título de bolsa) y, en consecuencia, así tiene derecho a operar en todos los segmentos en que la bolsa actúa ([FARIA-2003] pág. 23).
Los corredores de valores pueden ser entendidos como instituciones financieras que operan en el mercado de valores y de títulos, comprando, vendiendo, y administrando esos valores, como representantes de sus respectivos cliente (inversores), o sea por cuenta de terceros, y por tanto no hay impedimento de que sean personas físicas o jurídicas ([FORTUNA-2008] pág. 37).
Entre las funciones de un corredor de valores se encuentran:
- Promover o participar de los lanzamientos públicos de acciones ;
- Tener a su cargo la administración y la custodia de las carteras de títulos y valores mobiliarios ;
- Organizar y administrar los fondos de inversión ;
- Operar en las bolsas de valores así como en las bolsas de mercaderías y de futuros, por cuenta propia o de terceros ;
- Operar en compra-venta de metales preciosos y de monedas, por cuenta propia o de terceros ;
- Prestar servicios de asesoría técnica en operaciones inherentes al mercado financiero.